# Ulrica Lindström
Ulrica Lindström (née le 30 mars 1979 à Örnsköldsvik) est une joueuse suédoise de hockey sur glace.
Avec l'équipe de Suède de hockey sur glace féminin, elle obtient la médaille de bronze olympique aux Jeux olympiques d'hiver de 2002 à Salt Lake City.

## Statistiques

### En club
| Saison    | Équipe      | Ligue               |    | Saison régulière | Saison régulière | Saison régulière | Saison régulière | Saison régulière |   | Séries éliminatoires | Séries éliminatoires | Séries éliminatoires | Séries éliminatoires | Séries éliminatoires |
| Saison    | Équipe      | Ligue               | PJ | B                | A                | Pts              | Pun              | PJ               | B | A                    | Pts                  | Pun                  |                      |                      |
| 2002-2003 | MODO Hockey | Division 1 féminine |    |                  |                  |                  |                  | 5                | 0 | 1                    | 1                    | 2                    |                      |                      |
| 2003-2004 | Brynäs IF   | Division 1 féminine |    |                  |                  |                  |                  | 3                | 1 | 0                    | 1                    | 6                    |                      |                      |
| 2007-2008 | Brynäs IF   | SDHL                | 7  | 0                | 3                | 3                | 2                | 1                | 0 | 0                    | 0                    | 0                    |                      |                      |

### En équipe nationale
| Année | Équipe | Compétition          |   | PJ | B | A | Pts | Pun | +/-                |  | Résultat |
| 1999  | Suède  | Championnat du monde | 5 | 0  | 0 | 0 | 2   | -4  | Quatrième          |  |          |
| 2000  | Suède  | Championnat du monde | 5 | 0  | 1 | 1 | 2   | -1  | Quatrième          |  |          |
| 2001  | Suède  | Championnat du monde | 5 | 0  | 2 | 2 | 4   | -3  | Septième           |  |          |
| 2002  | Suède  | Jeux olympiques      | 3 | 0  | 0 | 0 | 0   | -3  | Médaille de bronze |  |          |